# Cohesió (informàtica)
En la programació d'ordinadors, la cohesió és el grau en què els elements d'un mòdul pertanyen junts. expressada al codi font d'un mòdul. Els mètodes de mesura de cohesió poden basar-se en mesures qualitatives o qualitatives que avaluen el codi font. La cohesió és una mesura de tipus ordinal, i acabem dient que un mòdul està "altament cohesionat" o "poc cohesionat".
Hom prefereix els mòduls altament cohesionats, ja que l'alta cohesió s'associa amb bondats del programari tals com: robustesa, fiabilitat, reusabilitat i intel·ligibilitat, mentre que la baixa cohesió s'associa amb dificultats de manteniment, dificultat per a provar, dificultat per a reutilitzar i, fins i tot, dificultats per a entendre el codi.
La cohesió s'associa a l'acoblament, un concepte diferent, tot i que són característiques inversament relacionades: a més acoblament, menys cohesió, i viceversa.
Les mesures de cohesió i acoblament foren concebudes per Larry Constantine

## Alta cohesió
Aplicada a la programació orientada a objectes, si els mètodes oferts per una classe tendeixen a ser similars en molts aspectes, hom diu que la classe està altament cohesionada. En un sistema altament cohesionat, la intel·ligibilitat del codi i la reusabilitat es veu augmentada, mentre que la complexitat roman assequible.
La cohesió es veu disminuïda quan:
- Les funcionalitats d'una classe, accedides a través dels seus mètodes, tenen poc en comú.
- Els mètodes d'una classe realitzen activitats molt diverses, sovint fent servir conjunts de dades heterogenis poc específics o poc relacionats entre ells.

Les conseqüències d'una cohesió pobra són:
- Dificultat augmentada en la comprensió del codi
- Dificultat augmentada per mantenir el sistema, donat que les modificacions en un mòdul impliquen canvis en els mòduls relacionats.
- Dificultat augmentada per reusar el mòdul donat que la majoria d'aplicacions no necessitaran la resta de funcionalitats proveïdes pel mòdul.

## Tipus de cohesió
Cohesió coincident (la menys desitjable)Les tasques del mòdul resolen problemes diferents, no tenen dades en comú, no s'executen a la vegada i no tenen cap relació lògica entre elles. Comparteixen mòdul perquè hom no sabia on ficar-les.
Cohesió lògicaLes tasques del mòdul resolen problemes diferents, no tenen dades en comú, no s'executen a la vegada però tenen alguna relació lògica. Per exemple, un mòdul de sortida de dades d'un programa per pantalla per canals diferents (pantalla, impressora, fitxers de formats diferents, etc.).
Cohesió temporalLes tasques del mòdul resolen problemes diferents i no tenen dades en comú, però s'executen a la vegada.
Cohesió procedimentalLes tasques del mòdul resolen problemes diferents i no tenen dades en comú, però s'executen a la vegada i en un ordre determinat.
Cohesió comunicativaLes tasques del mòdul resolen problemes diferents però tenen en comú les dades que processen.
Cohesió seqüencialLes tasques del mòdul resolen problemes diferents però tenen en comú les dades que processen, i és important l'ordre que ho fan.
Cohesió funcional (la més desitjable)Les tasques del mòdul tenen en comú un únic problema.